# Srpski hip-hop
Srpski hip hop se odnosi na sve hip-hop žanrove na srpskom jeziku, pre svega u Srbiji, Republici Srpskoj, Crnoj Gori, ali i dijaspori. Iako se sama hip-hop kultura sastoji od četiri osnovna elementa (repovanje, di-džejing, grafiti i brejkdens), u Srbiji je repovanje najzastupljeniji deo te kulture.

## Istorija
Hip-hop kultura u Srbiji datira od početka osamdesetih godina dvadesetog veka, kada su nastale „b-boy” grupe, koje su predstavljale hip-hop kulturu, a najviše brejkdens, ali je među njima bilo mnogo delinkvenata koji su ispoljavali nasilje i predstavljali „gangsta rap”, koji vuče korene iz Amerike, gde je hip-hop inače i nastao. Prvo hip-hop izdanje je 1984. izdato za Jugoton i to je Degout EP, koju je snimila manje poznata grupa The Master Scratch Band. Tada је u Srbiji hip-hop i dalje bio stran pojam, najčešće odbacivan. Ipak, čovek zvani Bane (sadašnji član grupe Sanšajn) odlazi na razmenu učenika u SAD, gde ga tamošnji ljudi odvode na koncert grupe N.W.A. Oduševljen ovom vrstom muzike on odmah šalje kasete u Beograd i po povratku osniva grupu Green Cool Posse. Iz grupe se posle odvajaju Bane i Andrej i tada nastaje već legendarna grupa Sanšajn. U to vreme za rep je čuo i Aleksandar Džankić a.k.a MC Best, koji je veoma zaslužan za proboj rep muzike u Srbiji. On je osnovao grupu Who Is The Best (1988). Osnivaju se još neke demo grupe pod naletom ove dve, a prvenstveno treba spomenuti grupu Robin Hood, čiji je osnivač bio Kiza (Boban). Ipak, kao početna tačka srpske hip-hop kulture pominje se 1987. godina i prvi singl grupe Badvajzer (Budweiser) — Ponoćna Trka. Tada su postojale i još neke demo grupe kao što su Bez kaucije, Crno-bela veza ili Jedva smo se skupili (JSSS), koji su imali hit Zalazak Sunca (Tina). Rep u Srbiji dostigao je neku veću popularnost osnivanjem gorepomenutih demo grupa: Budweiser, koju je 1987. osnovala pet članova (Krle, Cera, Krasa, Dušan i Sale), Green Cool Posse, koju je 1988. osnovao Bane iz sadašnje grupe Sanšajn, WHO Is The BEST, koju je 1988. osnovao MC Best, i Robin Hood, koju je 1988. godine osnovao Kiza. Do prvog talasa i masovne slušanosti repa (od '80 do '95) nije izdat nijedan zvanični album. Najznačajnije ličnosti koje su doprinele prodoru hip-hop kulture u Srbiju su: Krle, Cera, Krasa, Dušan i Sale (Budweiser), Aleksandar Džankić i Andrej Ivančević (WHO Is The BEST), Bane (Sunshine), Boban (Kiza Robin Hood). Interesovanje za hip hop ljudima je najviše približio Aleksandar Džankić, koji je od 1992. na radio Politici vodio emisiju GETO, jer je reklamirao andergraund kulturu. Podstakao je i mnoge da počnu da se bave repom. Tad se osnivaju i još neke grupe van Beograda kao što su 2B4 Time iz Smedereva i Sound Control iz Niša.

### Prvi talas
Prvi zvanični srpski rеp album Da li imaš pravo, nazvan po istoimenoj pesmi, izdat je 1995. godine, a delo je beogradskog repera zvanog Gru (Dalibor Andonov). Ovaj album se ujedno smatra i početkom prvog talasa srpskog hip-hopa. Na tom albumu je u pesmama gostovao Delarno bend (prvi srpski rege bend), zbog koga je Gru sa ovim albumom i postao popularan. Ubrzo potom izlazi i dotad jedini album grupe Robin Hood — Da li osecaš bes, zbog koga je i malo starija populacija zavolela srpski rep. Kiza, Žabac i Pera, sa svojim eksplicitnim tekstovima, opisivali su tadašnji život na ulicama Beograda, kao i dešavanja u Srbiji tokom 90-ih godina. Najpopularnije pesme sa tog albuma sigurno su 3223 i Geto Storija. Toj grupi su mnogi predviđali izvanrednu karijeru, ali nedostatak novca je postao neprobojna granica za njihov drugi album (kasnije se grupa raspala). Najveći zamah prvi talas imao je tokom 1997. i 1998. godine. Prvi talas je napravio odličnu osnovu za napredak i razvoj hip-hop kulture budućim generacijima na ovim prostorima, a ljudi koji su najviše dobrineli ovom razdoblju svakako su : Gru, , Who Is The Best, SBZ/SUPPAHOUSE (STRUKA, SEVEN, BVANA), Black In Soul, Rhythm Attack, 2B4Time, , , , , Vudu Popaj, Full Moon (Shorty & Juice), Straight Jackin, Beglrade Ghetto, C-Ya, 187, Sunshine, Bad Copy i Montenigersi iz Crne Gore, koji su bili takođe veoma popularni. U to vreme srpska rep scena je bila veoma razgranata i među jačima u Evropi, svako je imao priliku da prezentuje svoj rad preko radija da li u emisiji Geto, u emisiji Talasi na Yu-Radiju ili npr. kod Scara u emisiji na radiju Vožd. Pored ovih ekipa kоје su izdalе albume, bilo je još dosta i nekvalitetnih, a i kvalitetnih demo grupa kao sto su: B.A.P., Sekcija Mraka, Guerrilla, White Niggaz, Crni Protokol, Carlito, Ghetto Wariors iz Beograda, Play Again i Funky Guerrilla Crew iz Novog Sada, Extravaganja i Vanama iz Valjeva, Maćeha Priroda iz Niša, Serpentera iz Kruševca itd. Međutim, usled izbijanja rata na Kosovu i Metohiji, talas je utihnuo sa samo nekoliko albuma u periodu 1999—2001. U tom ratu je (1999) poginuo Miki boj iz grupe Bed Kopi, posle čije smrti se drugi član grupe, tada manje popularni Ajs Nigrutin, povukao sa scene na godinu dana, da bi se 2000. upoznao sa Skaj Viklerom i zajedno sa starim poznanikom Timjah-om, obnovio grupu Bed Kopi, koja je do vrha popularnosti i stigla u tom sastavu. Za vreme prvog talasa hip-hop je bio apsolutno najviše poštovan od strane medija, a poznati hitovi iz tog vremena još su i pesme Karantin Vudu Popaja i Sam protiv svih grupe C-Ya.

### Drugi talas
Drugi talas srpskog hip-hop-a vezan je za 2002. godinu sa pojavom izdavačke kuće Bassivity Music, koja je izdavala isključivo rep albume srpskih, bosanskih i hrvatskih izvođača. Prava ekspanzija hip-hop kulture usledila je nakon prvog izdanja Bassivity Music-a pod nazivom V.I.P. — Ekipa stigla i taj album se uzima kao početak drugog talasa. Hit koji je grupi V.I.P. doneo slavu širom bivše Jugoslavije je pesma Ako riba drolja postane, koja se u to vreme prikazivala na skoro svim kako muzičkim tako i informativnim TV kanalima. Beogradski sindikat sa politički motivisanom pesmom Govedina uzburkao je celu medijsku javnost Srbije, a Prti Bee Gee sa pesmama iz njihovog prvog albuma Grejtest Hits uvodi i popularizuje Junkee u hip-hop kulturu. Treba pomenuti da se u tom periodu između 2002. i 2006. godine pojavljuju i albumi ljudi iz takozvanog prvog hip-hop talasa, a sigurno najveću pažnju izaziva Đusov prvi solo album Hiphopium 1, na kome se javljaju par hitova kao što je Keš, kolica. U 2004. godini izlazi četvrti Gruov album Beogard i hit pesma Stara škola nova škola kao i album Sve sami hedovi grupe Bed kopi, sa kog se izdvaja pesma Uno due tre. Pojavilo se i mnoštvo (tada) mladih i perspektivnih izvođača kao što su: Monogamija, Don Trialeon (Trial), Bauk Squad, FTP!, Hain Teny, KG Odred, THC la Familija,Flow & Empty, Demonio, Lud, Marčelo, DeNiro, Beton Liga, Krang, Blokovski, 3Polis Tribe... Tu su i oni iz stare škole koji su tek sad izlazili iz senke, tu se pre svega misli na Trip-R-a koji je organizovao radio emisije Provera Mikrofona po celoj Srbiji i njegova grupa CB4, zatim tu su Suid, X3M, D-Fence, Shorty, Big Boss, Jan Zoo itd. Srpski rep dostigao je svoj vrhunac 2005. godine sve do smrti Moskrija, člana grupe Prti Bee Gee (25. 8. 2005). To se smatra jednim od najbolnijih udaraca srpskoj rep sceni. Na kratko su se iz rada povukli Prti Bee Gee, čiji je Moskri bio lider. Ubrzo su izdali album Moskri [77-05], u znak sećanja na preminulog člana grupe. Iako je u to vreme pobornika hip-hop kulture bilo sve više, ona sa 2006. godinom počinje polako da gubi medijski prostor koji je do tada imala u Srbiji. Poslednji album drugog talasa koji je ujedno obeležio raspad izdavačke kuće Bassivity Music i najavio početak nekog novog talasa (pod uticajem interneta i novih tehnologija) jeste svakako THC la Familija i pesma Za ulicu ortake.

### Treći talas
Posle 2006. godine i raspada Bassivity Music-a, hip-hop u Srbiji doživeo je izvesne promene. Pojavom brzog interneta i novih tehnologija, rep muzika je postala dostupnija široj publici. U to vreme na internetu se pojavljuju globalne društvene mreže kao što je Myspace, koji je svojim korisnicima omogućio povezivanje i promociju kako demo, tako i već afirmisanih izvođača iz različitih muzičkih žanrova i zemalja. Ovu društvenu mrežu počinju da koriste masovno mladi izvođači koji su pod uticajem drugog talasa hip-hop-a u Srbiji počeli da snimaju svoje prve demo trake. Za početak trećeg, a ujedno i kraj drugog talasa uzima se album THC la Familija koji je izašao početkom 2007. godine. Od 2007, najstarija nezavisna etiketa u Srbiji, Take It Or Leave It Records (osnovan 1992), a njihova pod-etiketa Rap Cartel objavljuje skoro svaki rep album tog vremena. Prvo rep izdanje Rap Cartel-a bila je kompilacija Rap Cartel - Pablo je pao Vol. 1. Glavni rep izvođači i poznati članovi Rap Cartel-a su: Sha, Bata Barata, Monogamija, Bičarke na Travi, Bvana iz Lagune, Hartmann, J Cook, MAKS, Prti BeeGee, Day Who, Deniro, Vox i mnogi drugi, manje poznati, umetnici. Ova izdavačka kuća je takođe objavila i prvi licencirani album iz Amerike, Havikk (South Central Cartel) — Rhyme Son.
U periodu 2007—2008. srpski rep dobija i prvu izdavačku kuću posle duže vremena — Ltdfm Music, napravljenu od strane par rep grupa. Ovaj lejbel je jedan od ključnih u vraćanju i razvijanja rep scene u Srbiji. Članovi Ltdfm Music-a su Biro (Code aka Lekr, Stiven Drama, Coa Morfijum i Choda Bad Voice), Lider, Kg Odred, Zhozi Zho, Miloš Stojanović (Smoke Mardeljano), Coa DNK i 2Bad. U tom periodu izlazi serija pesama niškog repera Rolex-a i njegove grupe One Shot (Rolex, Mali Mire, Zli Toni), a posebna popularnost prati pesmu Air Max i 20 evra i ovu ekipu stavlja na mapu.
Početkom 2010. pojavljuju se novi predstavnici repa u Srbiji kao što su Marlon Brutal, Sick Touch, Pshioaktiv Trip i Sale Tru koji su postali predvodnici nove generacije, što po slušanosti, što po posećenosti na nastupima. Sale Tru je sada deo diskografske kuće Bassivity Digital (Povratak Basivity Music-a) i poznat je po G Funk zvuku i jakoj emociji na istom koji je veoma lepo prihvaćen od strane publike i očekuje se njegovo prvo zvanično izdanje. Marlon Brutal priprema povratak, poznat po tvrdim tekstovima punih humora i realnosti u istim, a grupa Sick Touch nastavlja svoj već utaban put kod publike jer ima već dosta izdanja iza sebe koja su veoma dobro prolazila kod publike željne novog rep zvuka.
Hip hop se iz Beograda proširio i na Novi Sad. To je potvrdila i pesma Novosadska Setka iz 2013. od 10 novosadskih MC-jeva među kojima su Fox, Jovica Dobrica, Dripac, Tatula, Đare, Dolar (Lardo), Mija, Ralmo, Bulch, Flow. Pesma je toliko postala popularna da se godinu dana kasnije snimila Novosadska Setka 2 sa istim sastavom.
U Srbiji se trep zvuk najviše popularizovao nakon izdavanja Foksovog albuma Trap Guru Trap Boss 2014. godine. Najpopularnije pesme sa tog albuma su Trap Guru Trap Boss i Ekser. Taj album je dosta popularnosti doprineo srpskom hip hopu. Takođe nosilac prvog komercijalnog klubskog tipa trep zvuka je reper Uno, tada deo Cashflow Records ekipe, sa svojom pesmom "Spusti je", koja je takođe nastala 2014. godine. 
Kriminalistička emisija „Dosije” 2015. je za svoj serijal o Zemunskom klanu zvala THCF i Cobija da snime pesmu Ideš za Kanadu koja je zapalila srpsku hip hop scenu. Iste godine je izašla pesma Jovice Dobrice i Skeleta Zašto si se napio, koja je takođe postala jako popularna. Takođe je 2015. važna jer je označila povratak na scenu Beogradskog sindikata sa pesmom BS Armija.
U 2017. su najpopularnije pesme bile Bolest koja se širi od Đareta i Sick Touch-a, Ljubav u doba ebole od Furija Đunte i Foksa, Držimo grad od Đusa u saradnji sa Voke-om, Krvavi Balkan od THCF-a i Cobija, koji je rađen za novi serijal emisije „Dosije”, Novi Sad od Jovice Dobrice, Arapske pare od Kendija, Noviśad od Bekfleša... Mikri Maus je objavio novi album Muzika za nos koji je privukao dosta pažnje.
Početak 2018. je otvorio album od Surreal-a Sam u Kući. Najpopularnije pesme sa albuma su Ja sam u gasu, u saradnji sa Foksom, i PGP. Izašle su pesme Osinjak od Povla i Rude, Osinjak 2 od Kojota, Fabrizzio Shukarelli-ja i Tompea, Šurim Bika od Foksa, Vladimir Putin od Rude, Bonnie od Kojota i Srce u Srcu od Mejbija. Godinu 2018. je zahvatio novi Gassivity talas Milija, Foxa i Surreala, koji su izbacili Fuccboi, Influenser, Lerdi, Grmi kao i kolaborativni tejp Surreal-a i Milija Malo Jači Gas. Bassivity je digao popularnost na novi nivo u saradnji sa filmom Južni vetar. Za potrebe ovog filma, Bassivity je objavio seriju pesama, među kojima su 4 strane sveta, naslovna numera filma koju su otpevali Coby i Senidah, Milijeva Grmi, pesma Mače Marlona Brutala i Đusa, i Južni vetar gas koju izvode Coby i Mili. Takođe se ispliću novi izvođači muzičkih kolektiva/izdavačkih kuća HAZZE i 197.